# Jesuton
Jesuton, nome artístico de Rachel Jesuton Olaolu Amosu é uma cantora britânica que começou a fazer sucesso cantando nas ruas do Rio de Janeiro, com vídeos gravados por pessoas que assistiam e postavam suas apresentações em sites como o YouTube. Ela é conhecida por fazer cover de artistas como Adele, Amy Winehouse, Roberta Flack e The Rolling Stones.

## Biografia
A cantora se mudou para o Brasil no início de 2012 e foi descoberta logo em seguida, quando teve seus vídeos descobertos pelo apresentador Luciano Huck. Em menos de quatro meses, ela foi também contratada pela gravadora Som Livre para gravar o seu álbum de estúdio.
Em 2013, gravou três canções, I'll Never Love This Way Again, para a trilha sonora da telenovela Salve Jorge, Holocene para Flor do Caribe e Because You Loved Me, para Sangue Bom, todas da Rede Globo.
Em 2014, lançou Show Me Your Soul, DVD com releituras de clássicos da soul music que contava com a participação especial do rapper Marcelo D2.
Em 2017, lançou Home, seu primeiro álbum de músicas autorais, com produção assinada por Mario Caldato Jr. (Beastie Boys, Marisa Monte, Seu Jorge).

## Discografia

### Álbuns
| Ano  | Álbum             |
| ---- | ----------------- |
| 2012 | Encontros         |
| 2014 | Show Me Your Soul |
| 2017 | Home              |

### EPs
| Ano  | Álbum                |
| ---- | -------------------- |
| 2012 | Jesuton - EP         |
| 2013 | Because You Loved Me |

### DVDs
| Ano  | Álbum             |
| ---- | ----------------- |
| 2014 | Show Me Your Soul |

### Singles
| Ano  | Título                           | Melhor posição | Melhor posição              | Álbum                |
| Ano  | Título                           | BRA            | BRA Billboard Pop & Popular | Álbum                |
| ---- | -------------------------------- | -------------- | --------------------------- | -------------------- |
| 2012 | "I'll Never Love This Way Again" | 17             | 8                           | Because You Loved Me |
| 2013 | "Because You Loved Me"           | 60             | —                           | Because You Loved Me |
| 2016 | "Home"                           | —              | —                           | Home                 |
| 2017 | "Man of My Life"                 | —              | —                           | Home                 |
| 2018 | "If I Could (Oscuro Remix)"      | —              | —                           | —                    |

### Singles Promocionais
| Ano  | Título          | Álbum |
| ---- | --------------- | ----- |
| 2017 | "Yes"           | —     |
| 2017 | "Back to Black" | —     |
| 2017 | "Cuidar de Mim" | Home  |

## Filmografia
| Ano       | Título         | Personagem    | Notas                      |
| --------- | -------------- | ------------- | -------------------------- |
| 2013      | Flor do Caribe | Ela mesma     | Episódio: "11 de março"    |
| 2013      | Sangue Bom     | Ela mesma     | Episódio: "26 de setembro" |
| 2020—2021 | As Five        | Kiara Spencer | 2 episódios                |

| Ano  | Título   | Personagem |
| ---- | -------- | ---------- |
| 2016 | Diminuta | Charlote   |

## Ligações eternas
- «Sítio oficial»
- Jesuton no Facebook
- Canal de Jesuton no YouTube